# Араповски манастир
Араповският манастир „Света великомъченица Неделя“ е български православен манастир в Асеновградската духовна околия на Пловдивската епархия на Българската православна църква.

## Местоположение
Манастирът е разположен е на около 6 км източно от Асеновград, вдясно от пътя за Първомай. Възникнал е до древно аязмо (свещен извор) недалеч от асеновградското село Златовръх (Арапово) през 19 век. Той е един от последните новоосновани манастири преди Освобождението.

## История
Строителството е започнато около 1856 г. от йеромонах Софроний. През 1859 г. е основано училището към манастира. За строителството пари не са щадени и е поканен видният юговски майстор Стою. За прототип се е използвал Горноводенският манастир.
Ктиторски надписи посочват, че зографисването е със средства събрани от населението при игумен на манастира архимандрит Софроний.

## Архитектура
В южната част на манастирския двор се издига голяма каменна кула, която народната памет свързва с името на Ангел войвода – един от най-известните хайдути в този край, който бил и основният дарител за изграждането на манастира. Самата кула е правоъгълна. Първите два етажа са каменни с тесни прозорчета, приспособени за бойници, а третият е същинската жилищна част с дървено-паянтова конструкция и силно издадени околовръст еркери, има 4 стаи. На северната стена е стенописът „Самсон убива нубийския лъв“ използван за патриотични цели.
Съборната църква „Св. Неделя“ е завършена през 1859 година. Тя е голяма, кръстокуполна, триконхален тип с четири свободни опори, триапсидна еднокуполна. Храмът е посветен на Света великомъченица Кириакия (или Неделя, на славянски). За твърдо и достойно изповядване на Христовата вяра красивата девица била жестоко измъчвана, а след това осъдена на посичане с меч на 7 юли 289 г. в град Никомидия (Мала Азия). Бог приел чистата ѝ душа, преди мечът на палача да пролее невинната ѝ кръв. По времето на царуването на Асеневци (XII-XIII в.) мощите на светицата били пренесени в тогавашната столица Търново. По-късно св. Евтимий, Патриарх Търновски написал „Похвала на светата великомъченица Неделя“.
Фреските са дело на художник Алекси Атанасов от Негуш и Георги Данчов-Зографина (1846 – 1908), личен приятел и сподвижник на Васил Левски. Срещат се сюжети на Св. Йоан Кръстител и на Св. Параскева. В първия регистър на южната и западната стена са фигурите на светци и патриарси: Евтимий и Йоаким Търновски, Марко, епископ Преславски, Теофилакт Търновски, Св. Иван Рилски, Иларион Мъгленски, Онуфрий Габровски и др. Сцената „Св. Цар Борис се кръщава от Методий“ е характерна за Зографа. Последната картина от цикъла е сцена на смъртта и погребението на двамата Солунски братя.
Силно земетресение през 1928 г. поврежда съборната църква и стенописите.
През 1930 г. Николай Евров възстановява купола на църквата. Аязмото до манастира е изписано, като тук е повторена сцената с покръстването на княз Борис I Михаил.

## Храмов празник
Храмовият празник е на 7 юли – Света Неделя